# Primera División (Chile) 2010
Die Primera División 2010, auch unter dem Namen Campeonato Nacional Petrobas 2010 bekannt, war die 87. Spielzeit der Primera División, der höchsten Spielklasse im Fußball in Chile. Die Saison begann am 23. Januar und endete am 5. Dezember.
Die Saison sollte wie bereits in den Vorjahren in zwei eigenständige Halbjahresmeisterschaften, der Apertura und Clausura, unterteilt werden. Durch das Erdbeben in Chile am 27. Februar 2010 mit einer Stärke von 8,8 Mw wurde das Format geändert und der Meister in 34 Spieltagen und ohne Finalrunden ausgespielt. Nach der Hinserie wurden anhand des Tabellenstandes die Teilnehmer für die Copa Sudamericana 2010 sowie ein Copa-Libertadores-Platz entschieden. 
Die Meisterschaft gewann das Team von CD Universidad Católica, das am Saisonende an Platz 1 der Tabelle stand. Für den Unievrsitätsklub war es der 10. Meisterschaftstitel, der sich neben Hinrundenmeister CSD Colo-Colo damit gleichzeitig für die Copa Libertadores 2011 qualifizierte. In der Liguilla um die Teilnahme setzte sich Unión Española durch.
Nach den 34 Spieltagen stiegen der Tabellenletzte CD San Luis de Quillota und Tabellenvorletzte Everton ab.

## Modus
Durch die erfolgreiche Qualifikation für die Weltmeisterschaft 2010 in Südafrika sollte die Apertura ohne Finalrunde stattfinden, um der Nationalmannschaft eine bessere Vorbereitung auf das Turnier zu ermöglichen. Der Meister der Apertura sollte nach den 17 Ligaspielen gekürt werden. Die Clausura sollte erst als Ligaphase mit anschließender Finalrunde wie in den Vorjahren ausgetragen werden. Mit dem Erdbeben in Chile am 27. Februar 2010 wurde auch die Liga kurzzeitig ausgesetzt.
Später beschloss der Verband ANFP, das Format zu ändern und nur einen Jahresmeister zu küren. Nach der Hinserie qualifizierte sich der Tabellenführer für die Copa Libertadores des Folgejahres sowie für die in der zweiten Jahreshälfte stattfindende Copa Sudamericana. Zudem qualifizierte sich der Pokalsieger 2009 und der Sieger des Entscheidungsspiels zwischen dem Tabellenzweiten nach 17 Spieltagen und dem Pokalfinalisten für die Copa Sudamericana.
Am Ende der Rückserie qualifiziert sich zudem der Meister für die Copa Libertadores und der Gewinner aus den Liguilla-Teilnehmern, an der die vier punktbesten noch nicht qualifizierten Teams teilnehmen.
Der beiden punktschlechtesten Teams steigen nach 34 Spieltagen in die Primera B ab. Die Vereine auf den beiden 15 und 16 spielen Relegationsspiele gegen die dafür qualifizierten Zweitligisten.

## Teilnehmer
Die Absteiger der Vorsaison Municipal Iquique, Rangers de Talca und CDP Curicó Unido wurden durch die Aufsteiger aus der Primera B Unión San Felipe, CD Santiago Wanderers und CD San Luis de Quillota ersetzt. Folgende Vereine nahmen daher an der Meisterschaft 2010 teil:
| Mannschaft                | Stadt             | Stadion                                      | Kapazität |
| ------------------------- | ----------------- | -------------------------------------------- | --------- |
| Audax Italiano            | Santiago de Chile | Estadio Bicentenario Municipal de La Florida | 12.000    |
| CD Cobreloa               | Calama            | Estadio Zorros del Desierto                  | 20.180    |
| CD Cobresal               | El Salvador       | Estadio El Cobre                             | 20.752    |
| CSD Colo-Colo             | Santiago de Chile | Estadio Monumental                           | 45.000    |
| Deportes La Serena        | La Serena         | Estadio La Portada                           | 15.000    |
| Deportivo Ñublense        | Chillán           | Estadio Nelson Oyarzún                       | 12.000    |
| Everton                   | Viña del Mar      | Estadio Sausalito                            | 18.000    |
| CD Huachipato             | Talcahuano        | Estadio CAP                                  | 10.500    |
| CD O’Higgins              | Rancagua          | Estadio El Teniente                          | 15.450    |
| CD Palestino              | Santiago de Chile | Estadio Municipal de La Cisterna             | 08.000    |
| San Luis de Quillota      | Quillota          | Estadio Municipal Lucio Fariña Fernández     | 07.500    |
| Santiago Morning          | Santiago de Chile | Estadio Municipal de La Pintana              | 06.000    |
| Santiago Wanderers        | Valparaíso        | Estadio Elías Figueroa Brander               | 18.500    |
| Universidad Católica      | Santiago de Chile | Estadio San Carlos de Apoquindo              | 13.000    |
| Universidad de Chile      | Santiago de Chile | Estadio Nacional de Chile                    | 49.000    |
| Universidad de Concepción | Concepción        | Estadio Municipal de Concepción              | 29.000    |
| Unión Española            | Santiago de Chile | Estadio Santa Laura                          | 19.000    |
| Unión San Felipe          | San Felipe        | Estadio Municipal Javier Muñoz Delgado       | 10.000    |

## Ligaphase
| Pl.                                | Verein                      | Sp. | S  | U  | N  | Tore    | Diff. | Punkte |
| ---------------------------------- | --------------------------- | --- | -- | -- | -- | ------- | ----- | ------ |
| 1.                                 | CD Universidad Católica     | 34  | 23 | 5  | 6  | 077:390 | +38   | 74     |
| 2.                                 | CSD Colo-Colo (M)           | 34  | 22 | 5  | 7  | 067:340 | +33   | 71     |
| 3.                                 | Audax Italiano              | 34  | 20 | 5  | 9  | 075:580 | +17   | 65     |
| 4.                                 | Universidad de Chile        | 34  | 20 | 4  | 10 | 075:480 | +27   | 64     |
| 5.                                 | Unión Española              | 34  | 14 | 10 | 10 | 058:500 | +8    | 52     |
| 6.                                 | CD Huachipato               | 34  | 12 | 12 | 10 | 044:400 | +4    | 48     |
| 7.                                 | Santiago Wanderers (N)      | 34  | 12 | 9  | 13 | 048:520 | −4    | 45     |
| 8.                                 | Deportes La Serena          | 34  | 13 | 6  | 15 | 045:590 | −14   | 45     |
| 9.                                 | Unión San Felipe (N)        | 34  | 12 | 7  | 15 | 038:470 | −9    | 43     |
| 10.                                | CD Cobresal                 | 34  | 12 | 6  | 16 | 047:520 | −5    | 42     |
| 11.                                | CD Palestino                | 34  | 11 | 9  | 14 | 035:410 | −6    | 42     |
| 12.                                | CD O’Higgins                | 34  | 10 | 11 | 13 | 046:440 | +2    | 41     |
| 13.                                | Deportivo Ñublense          | 34  | 9  | 13 | 12 | 054:660 | −12   | 40     |
| 14.                                | CD Cobreloa                 | 34  | 10 | 9  | 15 | 045:470 | −2    | 39     |
| 15.                                | Universidad de Concepción   | 34  | 9  | 11 | 14 | 039:500 | −11   | 38     |
| 16.                                | Santiago Morning            | 34  | 9  | 9  | 16 | 034:450 | −11   | 36     |
| 17.                                | Everton                     | 34  | 8  | 10 | 16 | 038:580 | −20   | 34     |
| 18.                                | CD San Luis de Quillota (N) | 34  | 5  | 9  | 20 | 036:710 | −35   | 24     |
| Quelle: Soccerway, Stand: Endstand |                             |     |    |    |    |         |       |        |

| (M) | Vorjahresmeister |
| (N) | Aufsteiger       |

Mit dem Erfolg gewann CD Universidad Católica seinen 10. Meisterschaftstitel.

## Beste Torschützen
| Rang | Spieler             | Klub                    | Tore |
| ---- | ------------------- | ----------------------- | ---- |
| 1    | Milovan Mirosevic   | CD Universidad Católica | 19   |
| 2    | Mauro Olivi         | Audax Italiano          | 18   |
| 3    | Carlos Muñoz        | Santiago Wanderers      | 17   |
| 4    | Juan Manuel Olivera | CF Universidad de Chile | 16   |
|      | Diego Rivarola      | CF Universidad de Chile | 16   |
| 6    | Roberto Gutiérrez   | CD Universidad Católica | 14   |
|      | Ezequiel Miralles   | CSD Colo-Colo           | 14   |
|      | Gabriel Rodríguez   | Deportivo Ñublense      | 14   |
| 9    | Nicolas Canales     | CD Palestino            | 13   |
|      | Sergio Comba        | Santiago Morning        | 13   |
|      | Enzo Gutiérrez      | CD O’Higgins            | 13   |
|      | Manuel Villalobos   | CD Huachipato           | 13   |

## Internationale Qualifikation
Der Tabellenerste nach der Hinrunde qualifiziert sich für die Copa Libertadores 2011 sowie die Copa Sudamericana 2010. Der Pokalsieger von 2009 qualifiziert sich ebenfalls für die Copa Sudamericana 2010. Der Tabellenzweite nimmt am Entscheidungsspiel gegen den Pokalfinalisten Deportes Iquique teil. Der Sieger qualifiziert sich als Chile 3 für die Copa Sudamericana 2010.

### Hinrundentabelle
| Pl. | Verein                  | Sp. | S  | U | N | Tore    | Diff. | Punkte |
| --- | ----------------------- | --- | -- | - | - | ------- | ----- | ------ |
| 1.  | CSD Colo-Colo           | 17  | 12 | 2 | 3 | 038:150 | +23   | 38     |
| 2.  | CF Universidad de Chile | 17  | 11 | 3 | 3 | 045:240 | +21   | 36     |
| 3.  | CD Universidad Católica | 17  | 10 | 4 | 3 | 031:180 | +13   | 34     |
| 4.  | CD O’Higgins            | 17  | 7  | 5 | 5 | 025:170 | +8    | 26     |
| 5.  | Unión Española          | 17  | 6  | 7 | 4 | 024:220 | +2    | 25     |
| 6.  | Unión San Felipe        | 17  | 7  | 4 | 6 | 022:220 | ±0    | 25     |
| 7.  | CD Cobresal             | 17  | 7  | 3 | 7 | 027:290 | −2    | 24     |
| 8.  | Audax Italiano          | 17  | 7  | 3 | 7 | 033:380 | −5    | 24     |
| 9.  | CD Huachipato           | 17  | 6  | 5 | 6 | 020:210 | −1    | 23     |

### Entscheidungsspiel um die Qualifikation zur Copa Sudamericana 2010
Den dritten Teilnehmer für die Copa Sudamericana 2010 spielen der Tabellenzweite nach der Hinrunde CF Universidad de Chile und der Pokalfinalist 2009 Deportes Iquique (unter dem vorherigen Namen Municipal Iquique) aus. Das Hinspiel fand am 12. August, das Rückspiel am 18. August statt.
|                  | Gesamt |                         | Hinspiel | Rückspiel |
| ---------------- | ------ | ----------------------- | -------- | --------- |
| Deportes Iquique | 1:6    | CF Universidad de Chile | 0:2      | 1:4       |

Damit qualifiziert sich CF Universidad de Chile für die Copa Sudamericana 2010.

### Liguilla um die Qualifikation zur Copa Libertadores 2011

#### Halbfinale
|                | Gesamt |                         | Hinspiel | Rückspiel |
| -------------- | ------ | ----------------------- | -------- | --------- |
| CD Huachipato  | 2:3    | Audax Italiano          | 2:1      | 0:2       |
| Unión Española | 4:1    | CF Universidad de Chile | 0:0      | 4:1       |

#### Finale
|                | Gesamt |                | Hinspiel | Rückspiel |
| -------------- | ------ | -------------- | -------- | --------- |
| Unión Española | 3:2    | Audax Italiano | 2:1      | 1:1       |

Damit qualifizierte sich Unión Española für die erste Runde der Copa Libertadores 2011.

## Relegations-Playoffs
|                                  | Gesamt |                          | Hinspiel | Rückspiel |
| -------------------------------- | ------ | ------------------------ | -------- | --------- |
| Santiago Morning (1)             | 4:3    | Deportes Antofagasta (2) | 1:2      | 3:1 n. V. |
| CD Universidad de Concepción (1) | 5:2    | Curicó Unido (2)         | 2:0      | 3:2       |

Damit bleiben Santiago Morning und CD Universidad de Concepción in der Primera División, während Deportes Antofagasta und Curicó Unido weiterhin in der Primera B spielen.